# Andreia Jesus
Andreia Filipa Silva Jesus (Seia, 6 de Março de 1985) é uma atleta profissional portuguesa, que participa de competições internacionais. 
Representa o ACR Senhora do Desterro, de São Romão.
Entre os palmarés obtidos até hoje, destaca-se o titulo de Campeã Nacional 3000 metros em pista ao ar livre no escalão de Sub23 em 2007. Nesse mesmo ano foi convocada para o II Campeonato da Europa Sub-23 de Corta Mato realizado em Toro onde se classificou em 49º lugar com o tempo de 24.37 minutos, tendo vencido Ancuta Bobocel da Roménia com o tempo de 22.35 minutos. Esteve também presente no VIII Campeonato da Europa Corta Mato de Juniores, em 2004, onde se classificou em 59º lugar com o tempo de 12.44 minutos, prova em que venceu Binnaz Uslu da Turquia com o tempo de 11.33 minutos. 